# HyperGryph
HyperGryph, (chino: 鹰角网络, también conocida como Shanghai Eagle Horn Network Technology Co., Ltd.) es una empresa de desarrollo de videojuegos fundada en enero de 2017 y con sede en Shaghai, China. Son conocidos por crear el juego móvil aclamado por la crítica Arknights en 2019, que reanudó un lanzamiento global en 2020 a través de Yostar. Las empresas del estudio de juegos incluyen Studio Montagne, Nous Wave Studio, Mountain Contour Studio, el estudio interno de puntería Gravity Well y Gryphline, el negocio internacional de la compañía, para distribuir y gestionar globalmente títulos futuros. Gryphline se fundó en 2022 y tiene su sede en Singapur y Japón.

## Juegos
| Título              | Fecha de lanzamiento                                                                                                   | Plataforma                                           |
| ------------------- | --- | ---------------------------------------------------- |
| Arknights           | - CN : 1 de mayo de 2019 - Japón / KR : 15 de enero de 2020 - Mundial : 16 de enero de 2020 - TW : 29 de junio de 2020 | - Androide - iOS                                     |
| Arknights: Endfield | por confirmar | - Androide - iOS - Microsoft Windows - PlayStation 5 |
| Ex-Astris           | - Mundial : 27 de febrero de 2024                                                                                      | - Androide - iOS                                     |
| POPUCOM             | por confirmar | - ventanas - Playstation 4 - PlayStation 5           |